# Mandolina
Mandolina je glasbilo, ki spada med brenkala. Razvila se je v začetku 18. stoletja v Neaplju in po tem mestu dobila ime (napolitanska mandolina). Po svoji prednici lutnji je ohranila izbočen trup, zlepljen iz posameznih reber. Število strun je omejila na štiri pare, uglasitev pa ima enako, kot godala. Zaradi tega je postala popularna, saj so jo zmogli obvladati vsi violinisti, skladatelji pa so znali pisati zanjo. 
V svoje skladbe so jo vključili klasični skladatelji, kot so Wolfgang Amadeus Mozart, Georg Friedrich Händel, Gustav Mahler, Giuseppe Verdi, Antonio Vivaldi in drugi. Mandolina je postala priljubljen ljudski inštrument, najbolj v Italiji in Nemčiji, na Hrvaškem, Irskem, v ZDA (bluegrass) in drugod. Ravno v ZDA se je iz napolitanske trebušaste mandoline razvila ploščata mandolina.
Za potrebe mandolinskih orkestrov so se poleg mandoline razvili še drugi inštrumenti iz družine mandolin (mandola, mandolončelo in mandobas).

## Mandolina (skladba)
Leta 1962 je Stane Mancini (v alternaciji z Beti Jurkovič) s skladbo Mandolina nastopil na festivalu Slovenska popevka, ter osvojil prvo nagrado. 